# Liste der Biografien/Bartl
Liste der Biografien |
Portal Biografien |
Personensuche
# |
A |
B |
C |
D |
E |
F |
G |
H |
I |
J |
K |
L |
M |
N |
O |
P |
Q |
R |
S |
T |
U |
V |
W |
X |
Y |
Z |
?
 
Ba |
Be |
Bd |
Bg |
Bh |
Bi |
Bj |
Bl |
Bm |
Bn |
Bo |
Br |
Bs |
Bu |
Bw |
By |
Bz
 
Baa |
Bab |
Bac |
Bad |
Bae |
Baf |
Bag |
Bah |
Bai |
Baj |
Bak |
Bal |
Bam |
Ban |
Bao |
Bap |
Baq |
Bar |
Bas |
Bat |
Bau |
Bav |
Baw |
Bax–Baz
 
Bara |
Barb |
Barc |
Bard |
Bare |
Barf |
Barg |
Barh |
Bari |
Barj |
Bark |
Barl |
Barm |
Barn |
Baro |
Barp |
Barq |
Barr |
Bars |
Bart |
Baru |
Barv |
Barw |
Bary |
Barz
 
Barta |
Bartb |
Bartc |
Bartd |
Barte |
Bartf |
Barth |
Barti |
Bartk |
Bartl |
Bartm |
Bartn |
Barto |
Bartr |
Barts |
Bartt |
Bartu |
Bartv |
Barty |
Bartz
Die Liste der Biografien führt alle Personen auf, die in der deutschsprachigen Wikipedia einen Artikel haben. Dieses ist eine Teilliste mit 112 Einträgen von Personen, deren Namen mit den Buchstaben „Bartl“ beginnt.

## Bartl
- Bartl, Alexander (* 1977), Schweizer Politiker (FDP)
- Bartl, Andrea (* 1968), deutsche Literaturwissenschaftlerin und Hochschullehrerin
- Bartl, Andreas (* 1962), deutscher Verlags- und Medienmanager
- Bartl, Bertram (* 1956), deutscher Maler, Grafiker und Bildhauer
- Bartl, Erich (1920–1985), deutscher Astronom und Gründer der Apoldaer Volkssternwarte auf der Jahnhöhe
- Bartl, Ernst (1899–1972), deutscher Heimatpfleger und Bundesvorstand der Eghalanda Gmoi, ehemals Stadtrat, Ratsherr und Bürgermeister in Eger
- Bartl, Felix (1910–1987), deutscher Maler und Lithograf
- Bartl, Franz (1915–1941), österreichischer Feldhandballspieler
- Bartl, Fritz (1894–1962), österreichischer Arbeiterdichter und Schriftsteller
- Bartl, Janos (1878–1958), deutscher Zauberkünstler, Hersteller von Zauberrequisiten und Zauberhändler in Hamburg
- Bartl, Johann (* 1977), österreichischer Fußballspieler und Trainer
- Bartl, Johanna (* 1956), deutsche Grafikerin
- Bartl, Karl (1884–1946), tschechoslowakischer Politiker
- Bartl, Klaus (* 1950), deutscher Jurist und Politiker (SED, Die Linke), MdL, SED-Funktionär, inoffizieller Mitarbeiter der DDR-Staatssicherheit
- Bartl, Peter (1938–2022), deutscher Historiker und Hochschullehrer
- Bartl, Robert Joseph (* 1973), deutscher SchauspielerRobert Joseph Bartl (* 1973)

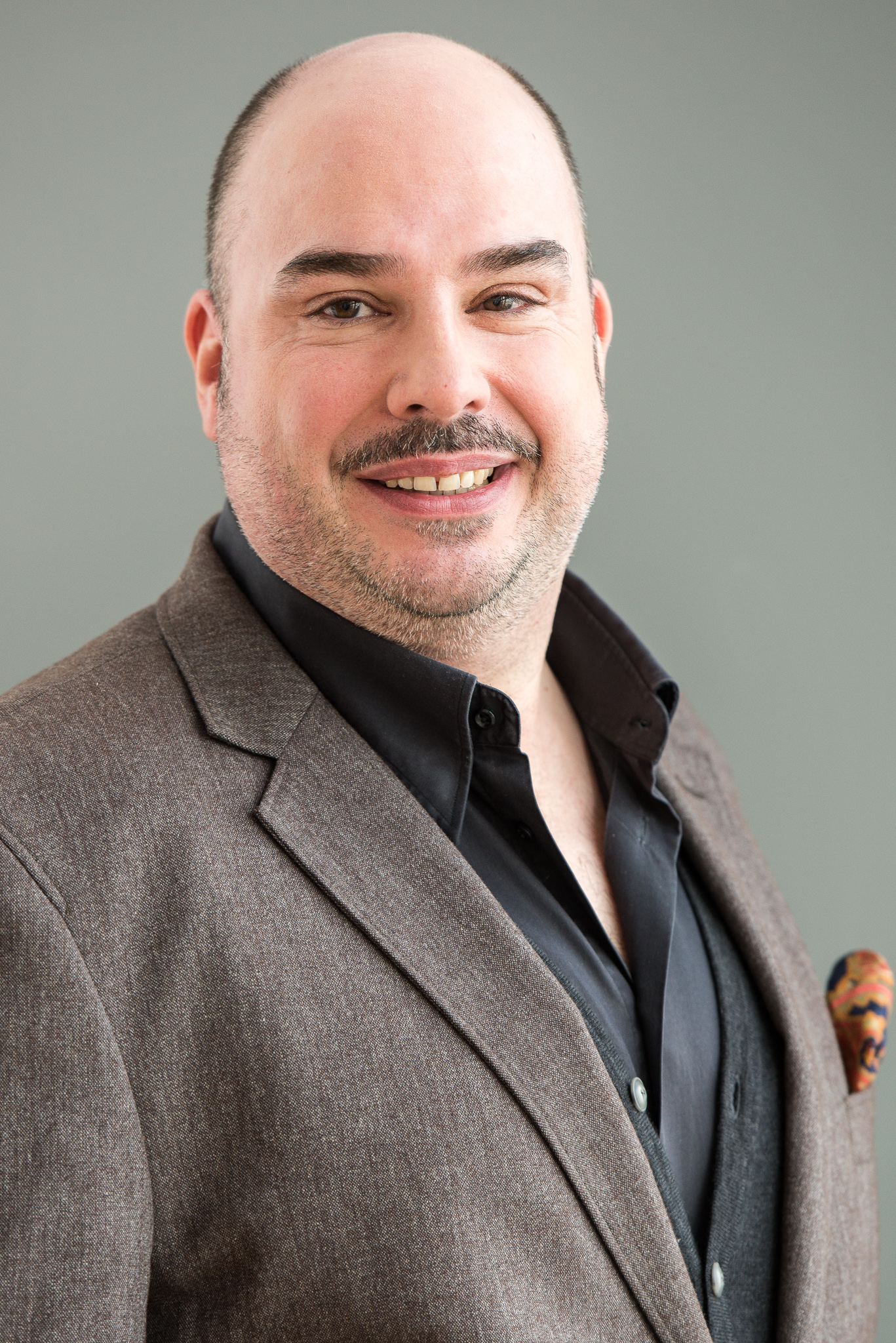
Robert Joseph Bartl (* 1973)

- Bartl, Rosa (1884–1968), deutsche Zauerkünstlerin und -händlerin
- Bartl, Toni (* 1971), deutscher Musiker und Produzent
- Bartl, Werner (* 1958), österreichischer Journalist und Autor
- Bartl, Zlata (1920–2008), jugoslawische ChemikerinZlata Bartl (1920–2008)

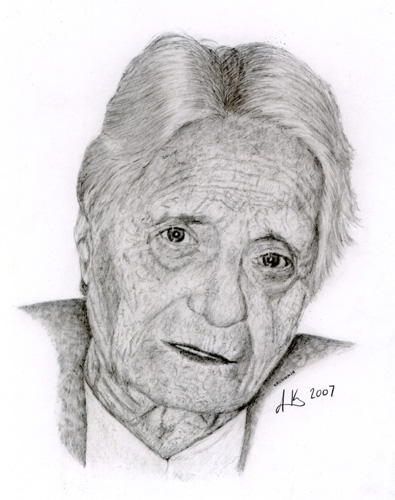
Zlata Bartl (1920–2008)

### Bartla
- Bartlakowski, Leonard (1916–1953), deutscher Gerechter unter den Völkern

### Bartle
- Bartle, Christopher (* 1952), englischer Dressur- und Vielseitigkeitsreiter
- Bartle, James, australischer Kameramann
- Bartle, Richard (* 1960), britischer Forscher von Computerspielen und verwandten Themengebieten
- Bartle, Robert G. (1927–2003), US-amerikanischer Mathematiker
- Bärtle, Ugge (1907–1990), deutscher Bildhauer, Graphiker und Poet
- Bartleman, Michelle (* 1978), kanadische Skeletonpilotin
- Bartlet, John, englischer Komponist
- Bartlett, Abraham Dee (1812–1897), englischer Zoologe und Taxidermist
- Bartlett, Adelaide (* 1855), mutmaßliche Mörderin in einem Kriminalfall des Viktorianischen Zeitalters
- Bartlett, Al (1923–2013), US-amerikanischer Physiker
- Bartlett, Bailey (1750–1830), US-amerikanischer Politiker
- Bartlett, Ben (* 1965), britischer Komponist
- Bartlett, Beryl (1924–2017), südafrikanische Tennisspielerin
- Bartlett, Bob (1904–1968), US-amerikanischer Politiker
- Bartlett, Bonnie (* 1929), US-amerikanische SchauspielerinBonnie Bartlett (* 1929)

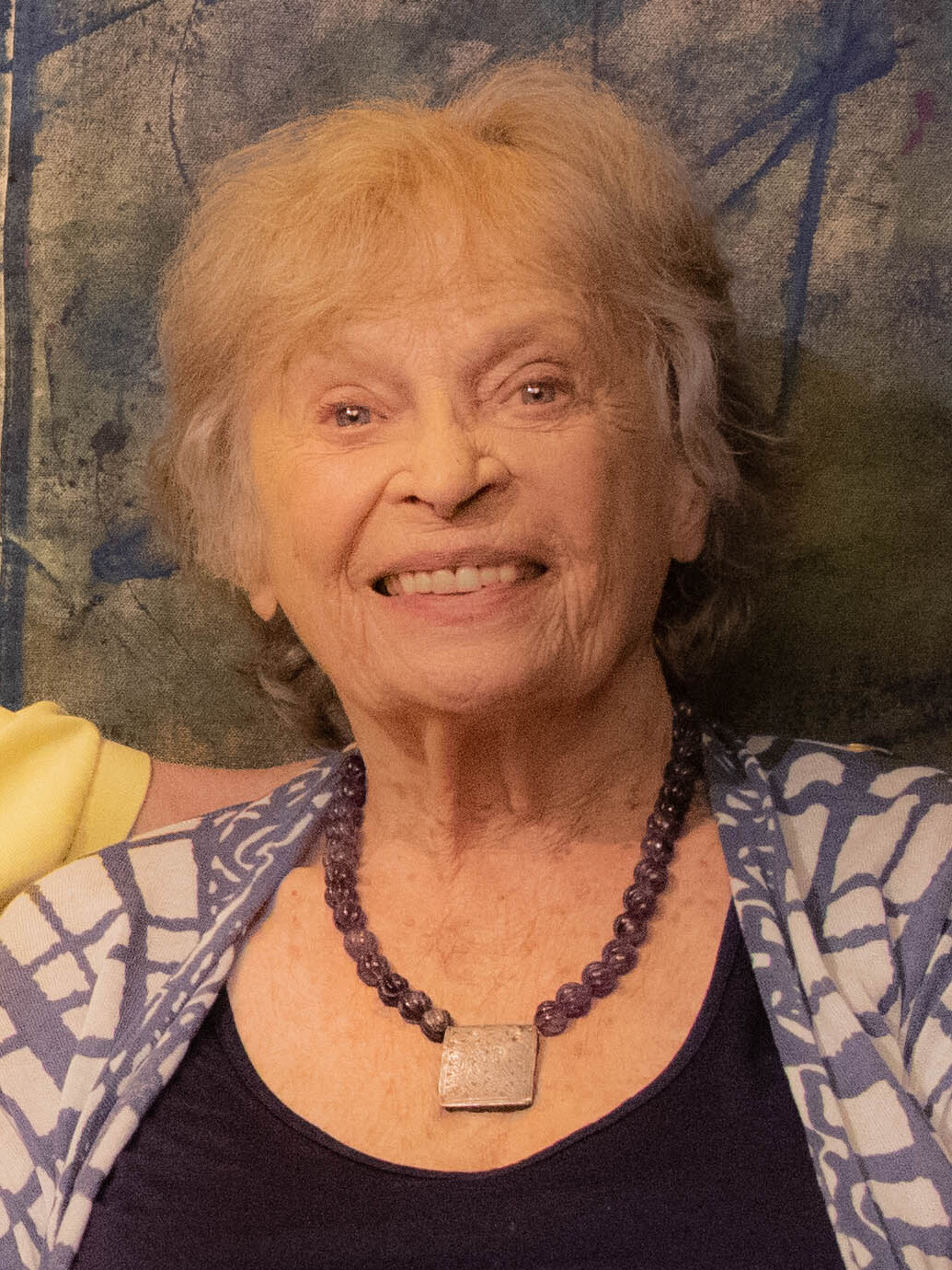
Bonnie Bartlett (* 1929)

- Bartlett, Charles (1885–1968), britischer Radsportler
- Bartlett, Charles Lafayette (1853–1938), US-amerikanischer Politiker
- Bartlett, David (1855–1913), US-amerikanischer Politiker
- Bartlett, David (* 1968), australischer Politiker
- Bartlett, Dewey F. (1919–1979), US-amerikanischer Politiker
- Bartlett, Don (* 1960), kanadischer Curler
- Bartlett, Edmund (* 1950), jamaikanischer Politiker (JLP)
- Bartlett, Edward (1836–1908), britischer Naturforscher
- Bartlett, Erinn (* 1973), US-amerikanische Schauspielerin
- Bartlett, Franklin (1847–1909), US-amerikanischer Jurist und Politiker
- Bartlett, Frederic Charles (1886–1969), britischer Psychologe
- Bartlett, Geoffrey (* 1952), australischer Bildhauer
- Bartlett, George A. (1869–1951), US-amerikanischer Politiker
- Bartlett, Hall (1922–1993), US-amerikanischer Filmproduzent, Drehbuchautor, Regisseur
- Bartlett, Ichabod (1786–1853), US-amerikanischer Politiker
- Bartlett, Jack (1904–1993), britischer Unternehmer und Autorennfahrer
- Bartlett, James (1908–1971), kanadischer Marathonläufer
- Bartlett, Jamie (1966–2022), südafrikanischer Schauspieler
- Bartlett, Jennifer (1941–2022), US-amerikanische Malerin und Bildhauerin
- Bartlett, Joan (1911–2002), englische Ordensgründerin
- Bartlett, John G. (1937–2021), US-amerikanischer Mediziner und Autor
- Bartlett, John H. (1869–1952), US-amerikanischer Politiker
- Bartlett, John Russell (1805–1886), US-amerikanischer Historiker, Linguist, Ethnologe, Politiker und Unternehmer
- Bartlett, Josiah (1729–1795), britisch-US-amerikanischer Arzt und Politiker; einer der Gründerväter der USA
- Bartlett, Josiah junior (1768–1838), US-amerikanischer Politiker
- Bartlett, Lee (1907–1972), US-amerikanischer Leichtathlet
- Bartlett, Martin James (* 1996), britischer klassischer Pianist
- Bartlett, Maurice (1910–2002), britischer Statistiker
- Bartlett, Murray (* 1971), australischer SchauspielerMurray Bartlett (* 1971)

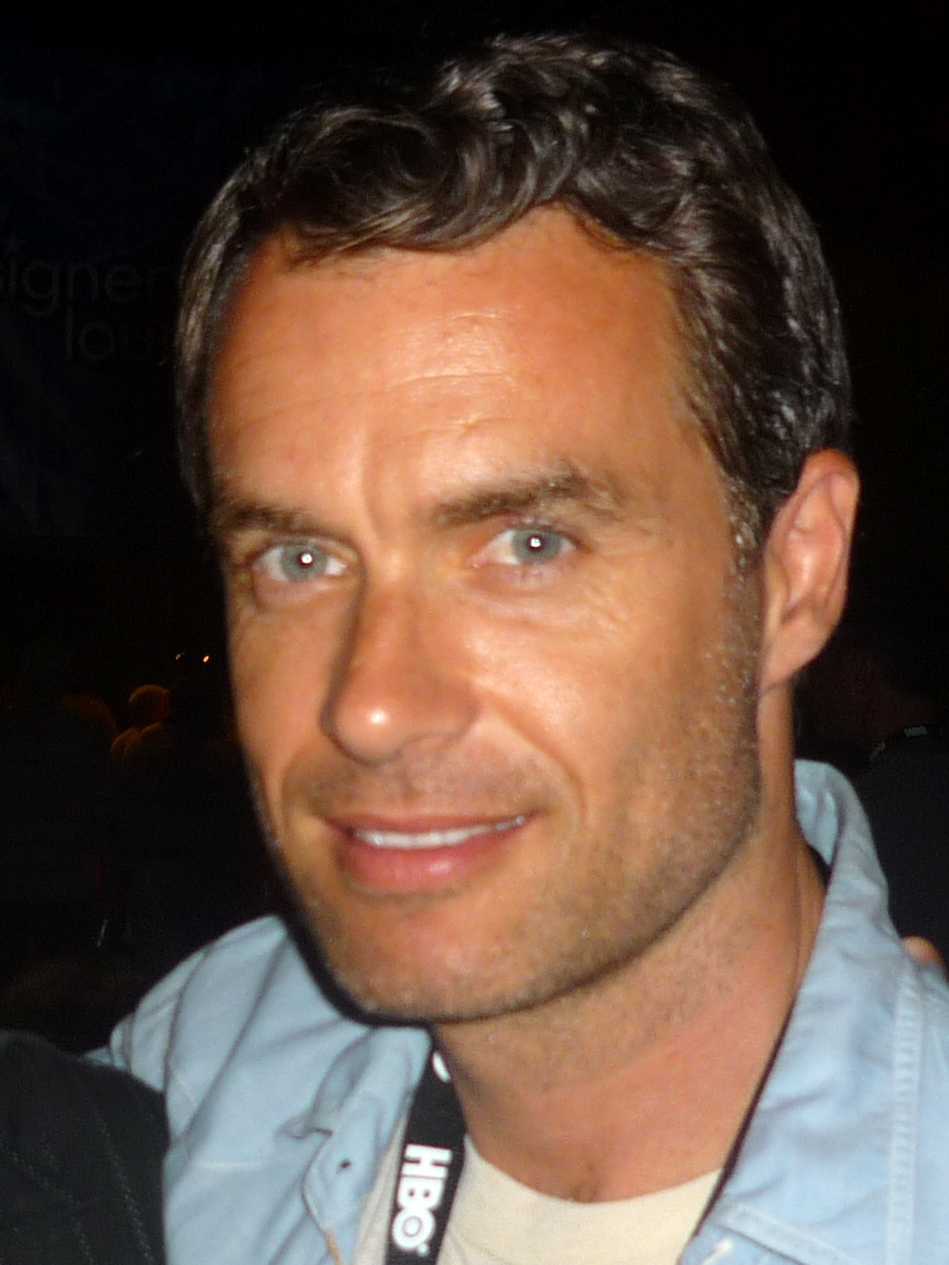
Murray Bartlett (* 1971)

- Bartlett, Neil (1932–2008), britisch-US-amerikanischer Chemiker
- Bartlett, Nikki (* 1987), britische Triathletin
- Bartlett, Paul Doughty (1907–1997), US-amerikanischer Chemiker
- Bartlett, Paul Wayland (1865–1925), US-amerikanischer Bildhauer
- Bartlett, Robert (1875–1946), kanadisch-amerikanischer Polarforscher
- Bartlett, Robert (* 1950), englischer Historiker und Mediävist
- Bartlett, Robin (* 1951), US-amerikanische Schauspielerin
- Bartlett, Rodney J. (* 1944), US-amerikanischer theoretischer Chemiker
- Bartlett, Ron, Tontechniker
- Bartlett, Roscoe (* 1926), US-amerikanischer Politiker
- Bartlett, Sabrina (* 1991), britische Schauspielerin
- Bartlett, Scott (* 1985), US-amerikanischer Eishockeyspieler
- Bartlett, Shaun (* 1972), südafrikanischer Fußballspieler
- Bartlett, Steve (* 1947), US-amerikanischer Politiker
- Bartlett, Sy (1900–1978), US-amerikanischer Autor und Produzent
- Bartlett, Thomas (1808–1876), US-amerikanischer Politiker
- Bartlett, Vernon (1894–1983), britischer Journalist, Schriftsteller und Politiker
- Bartlett, Washington (1824–1887), US-amerikanischer Politiker
- Bartlett, William (1896–1946), US-amerikanischer Diskuswerfer
- Bartlett, William Erskine (* 1830), amerikanisch-britischer Erfinder
- Bartlett, William Francis (1840–1876), General des US-Heeres im Amerikanischen Bürgerkrieg
- Bartlett, William Henry (1809–1854), britischer Stahlstecher
- Bartlewski, Kurt (1930–2023), deutscher Kommunalpolitiker (SPD), Oberbürgermeister von Gelsenkirchen
- Bartley, Adam (* 1979), US-amerikanischer Schauspieler
- Bartley, Chris (* 1984), britischer Ruderer
- Bartley, Dallas (1916–1979), US-amerikanischer Rhythm & Blues und Jazz-Bassist, Bandleader und Komponist
- Bartley, Ewart (1909–1987), kanadischer Organist, Chorleiter, Musikpädagoge und Komponist
- Bartley, Gerald (1898–1974), irischer Politiker (Fianna Fáil)
- Bartley, Jonathan (* 1971), britischer Politiker der Green Party of England and Wales
- Bartley, Karayme (* 1995), jamaikanischer Leichtathlet
- Bartley, Kyle (* 1991), englischer Fußballspieler
- Bartley, Marvin (* 1986), englischer Fußballspieler
- Bartley, Mordecai (1783–1870), US-amerikanischer Politiker
- Bartley, Thomas W. (1812–1885), US-amerikanischer Jurist und Politiker
- Bartley, Victor (* 1988), kanadischer Eishockeyspieler
- Bartley, William Warren (1934–1990), US-amerikanischer Philosoph

### Bartli
- Bartlick, Robert (* 1983), deutscher Eishockeyspieler
- Bartling, Eduard (1845–1927), deutscher Unternehmer und Politiker, MdR
- Bartling, Friedrich Gottlieb (1798–1875), deutscher Botaniker
- Bartling, Heiner (* 1946), deutscher Politiker (SPD), MdL, Innenminister
- Bärtling, Richard (1878–1936), deutscher Geologe
- Bartling, Thomas (* 1969), deutscher Schauspieler und Sprecher
- Bartlitz, Eveline (* 1926), deutsche Bibliothekarin und Weberforscherin

### Bartlm
- Bartlmä, Johann (1849–1923), österreichischer Grundbesitzer und Politiker, Landtagsabgeordneter
- Bartlmae, Kerstin (* 1941), schwedische Produktgestalterin und Industriekeramikerin

### Bartlo
- Bartlová, Milena (* 1958), tschechische Kunsthistorikerin

### Bartls
- Bartlsperger, Richard (* 1936), deutscher Jurist